# 민제인
민제인(1493년 3월 13일~ 1549년)은 조선 중기의 문신이며, 호는 입암, 자는 희중이다. 중종 때 문과에 급제하여, 관직이 좌찬성에 이르렀다. 본래 을사사화에 일정적인 역할을 했으나 많은 사람들을 살리려고 노력했으며, 그도 시정기를 은폐하려는 데에 반대를 하다가 유배되어서 생을 마감했다. 사후 선조 때 신원되었다.

## 생애
중종 때 문과에 급제하였으며, 가주서, 주서, 사정, 검열, 기사관 등을 거쳐서 1528년에 사간원정언이 되었으며 정언으로 재직하면서 비리대신들을 탄핵하기도 했다. 이후 부교리, 홍문관교리, 이조정랑, 사정을 거쳐 1531년에는 성균관사성이 된다. 이후 세자시강원필선으로 있을 때 김안로의 전횡을 반대하다가 의주목사로 좌천되었으며 이후 호조참의, 제주목사를 거쳐 공조참의로 승진한다. 이후 1538년에는 홍문관부제학으로 참찬관을 겸했고 사간원대사간, 홍문관부제학, 승정원동부승지 등을 거쳐 1539년에는 별영위사가 되었다. 이후 다시 동부승지로 내직에 들어왔다가 함경남도병마절도사로 외직에 나갔다가 평안도관찰사를 거쳐 사헌부대사헌에 임명되어 다시 내직에 들어왔고 형조참판에 임명되었다가 인종 즉위 이후 다시 형조판서로 승진했다. 이후 다시 대사헌에 임명되었는데 명종 즉위 후 윤원형 일파가 일으킨 을사사화에서 일정한 언로를 모으는 역할을 했다. 이로 인해서 을사사화가 끝난 이후에 보익공신에 책록되고 여원부원군에 봉해졌다. 하지만 을사사화 당시 민제인은 사화에 소극적이었으며 윤임, 유관, 유인숙 등 많은 사람들을 살리려고 노력했다. 이후 호조판서, 병조판서, 이조판서를 하면서 진휼사를 겸임하였고 민심 안정을 위해 노력하였다. 그 뒤에 지중추부사와 판중추부사를 거쳐서 우찬성이 되고 좌찬성까지 승진했으나 윤원형 일파가 안명세를 죽이고 시정기를 고치려 하자 그 불가함을 역설하다가 녹훈이 삭제되고 귀양을 갔으며 1549년에 그곳에서 생을 마감했다.

## 가계도
후손인 민광훈은 조선 후기에 문과에 급제해서 당상관과 재상을 지냈으며 민유중은 병조판서를, 민정중은 좌의정을 지냈고, 인현왕후가 민제인의 후손에서 나왔다. 그리고 민진후, 민진원, 민백상, 민겸호, 민태호, 민승호, 민영익, 민영환과 순명효황후, 명성황후도 민제인의 후손에서 나왔다.